# Kalkantit

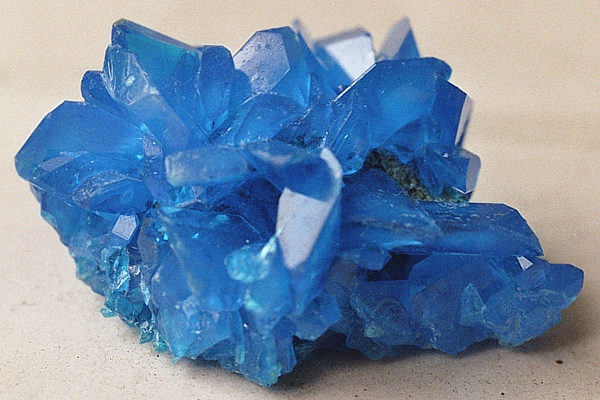
Kalkantit

A kalkantit egy réztartalmú ásvány.

## Kémiai és fizikai tulajdonságai
A kalkantit a réz-szulfát pentahidrátja. Neve a görög khalkosz és anthosz szavakból származtatható le, az összetétel jelentése: „rézvirág”. A kalkantit leginkább a CuSO4·5H2O képlettel írható le. 
Az ásvány kék vagy kékeszöld színű, vízben oldódó szulfát ásvány. Leggyakrabban a réz lelőhelyek oxidációs zónáiban fordulnak elő. Jó oldhatósága miatt elsősorban a száraz éghajlatú helyeken fordul elő. A kalkantit triklin rendszerben kristályosodik. Rövid prizmaszerű vagy vastag táblaszerű kristályokat képez. Emellett lehet ömledékszerű, szálas, darabos vagy szemcsés habitusa is. Általában üvegfényű.

## Megjelenési formák
A kalkantit az egyik legjelentősebb képviselője a hidratált szulfát ásványoknak. Hozzá hasonló ásványok még a jokokuit (MnSO4·5H2O), sziderotil (FeSO4·5H2O), vagy a pentahidrit (MgSO4·5H2O).

## Előfordulás
Legfőbb előfordulási helyei Bisbee, Arizona, USA, Chuquicamata, Chile, Rio Tinto Spanyolország, a Rammelsberg bányák Herzsabányán Nagybánya mellett, Selmecbánya, Hodrushámor, Körmöcbánya, Nandrás, Szomolnok, Úrvölgy.